# 三浦市立上宮田小学校
三浦市立上宮田小学校（みうらしりつ かみみやだしょうがっこう）とは、神奈川県三浦市南下浦町上宮田にある市立小学校。

## 沿革
出典
元々は三浦市立南下浦小学校の上宮田分校であったが、分離、独立した。
- 1974年（昭和49年）
  - 4月1日 - 分離、独立、開校。南下浦小学校の校舎を一部借り、そこを分校とした。
  - 9月27日 - 校舎完成、移転。
  - 10月7日 - この日を開校記念日とした。
- 1982年（昭和57年）4月1日 - 三浦市立旭小学校が分離、校舎を一部貸す。
- 1983年（昭和58年）1月19日 - 旭小学校が移転。

## 学校教育目標
自立・貢献

## 通学区域
出典
- 南下浦町上宮田
  - 1363番地、1367番地以上（1527、1528番地を除く）

## 進学先中学校
三浦市立南下浦中学校

## 交通
- 京浜急行電鉄 三浦海岸駅から徒歩7分

## 著名な出身者
- 山本絵美（女子サッカー選手）[4][5]
- 吉川剛幸（サッカー選手）